# Їту-Юлюйді
Їту-Юлюйді (кит.: 伊屠於閭鞮; д/н — 88) — 7-й шаньюй південних хунну в 85—88 роках.

## Життєпис
Син шаньюя Їфаюлюді. При народженні отримав ім'я Сюйань. 85 року спадкував стриєчному брату — шаньюю Хусє-Шічжухоуді. Продовжив військову кампанію проти Юулю, шаньюя північних хунну. Втім невдовзі імператор Лю Да наказав дуляо-гянгюню (уряднику над південними хунну) Пан Феню повернути північним хунну в 2 рази більше худоби, ніж було захопленно південними хуну. Водночас Їту-Юлюйді разом з вояками отримав нагороду за напади на північних хунну. Тому Їту-Юлюйді знову відправив війська під орудою князя Шицзі проти північних хунну, який захопив чимало здобичі.
У 87 після Юулю північнохуннуські Цзюелань, Чубін, Дусю з 58 тис. осіб (з яких було 8 тис. вояків) переселилися до володінь Їту-Юлюйді. Це ще більше зміцнило державу південних хунну. Помер шаньюй 88 року. Йому спадкував стриєчний брат Хулань-Шічжухоуді.